# ナディーン・ルストレ
ナディーン・アレクシス・パギア・ルストレ（Nadine Alexis Paguia Lustre、1993年10月31日 - ）はフィリピン人の女優、歌手、モデル、ダンサーです。。